# Wapen van Mill en Sint Hubert

Wapen van de gemeente Mill en Sint Hubert

Het wapen van Mill en Sint Hubert  werd op 16 juli 1817 aan de Noord-Brabantse gemeente Mill en Sint Hubert toegekend. Op 1 januari 2022 ging de gemeente Mill en Sint Hubert op in de nieuwgevormde gemeente Land van Cuijk. Hiermee verviel het gemeentewapen.

## Geschiedenis
Het wapen is identiek aan het schependomszegel van Mill, dat ca. 1800 is gesneden. Het toont de schutspatroon van de parochie, St. Willibrordus, met in zijn rechterhand een kromstaf en in zijn linkerhand een kerk. Rond 700 was deze Angelsaksische missionaris hoogstwaarschijnlijk eigenaar van bezittingen in en rondom Mill. Na zijn dood vervielen de bezittingen aan de abdij te Echternach.
Sint Hubert was vanaf de zestiende eeuw voornamelijk op Mill gericht. Het is nooit een zelfstandige gemeente geweest en is in de Franse tijd met Mill samengevoegd.

## Beschrijving
De beschrijving van het wapen van Mill en Sint Hubert luidt:
Van lazuur beladen met St.Willebrordus van goud.
N.B.: Het wapen is verleend in de rijkskleuren lazuur (blauw) en goud (geel)